# Торецька територіальна громада
Торецька міська територіальна громада — територіальна громада в Україні, у Бахмутському районі Донецької області, з адміністративним центром у місті Торецьк.

## Загальна інформація
Площа території — 67,9 км², населення громади — 67 394 осіб, з них: міське населення — 64 202 особи, сільське — 3 192 особи (2020 р.).

## Населені пункти
До складу громади увійшли міста Залізне, Торецьк, селища міського типу Курдюмівка, Неліпівка, Нью-Йорк, Новоспаське, Південне, Північне, Щербинівка, села Леонідівка, Юріївка та селища Валентинівка, Дачне, Диліївка, Дружба, Кримське, Озарянівка, Суха Балка, Шуми.

## Історія
Створена у 2020 році, відповідно до розпорядження Кабінету Міністрів України № 721-р від 12 червня 2020 року «Про визначення адміністративних центрів та затвердження територій територіальних громад Донецької області», шляхом об'єднання територій та населених пунктів Торецької міської ради Донецької області, Залізної міської та Новгородської, Північної й Щербинівської селищних рад Торецької міської ради Донецької області.